# 曼弗雷德·罗斯
曼弗雷德·罗斯（德語：Manfred Ross，1940年1月20日—），德国前男子赛艇运动员。他曾代表西德参加1962年世界赛艇锦标赛，获得男子四人单桨有舵手金牌。